# (100000) Astronautica
(100000) Astronautica ist ein Asteroid des Hauptgürtels, der am 28. September 1982 von James B. Gibson im Palomar-Observatorium entdeckt wurde. Er wurde im Oktober 2007 von der Internationalen Astronomischen Union anlässlich des 50. Jahrestages des Starts des russischen Satelliten Sputnik 1, der den Beginn der Raumfahrt kennzeichnete, (100000) Astronautica genannt. Dabei soll die Identifikationsnummer auf die Kármán-Linie hinweisen, die in 100.000 Metern Höhe (100 km) über dem Meeresspiegel die Erdatmosphäre und den Weltraum trennt.